# 阿尔伯塔肉齿兽属
阿尔伯塔肉齿兽属（学名：Altacreodus）为鬣齿兽目的一个属。

## 下属物种
本属包括以下物种：
- 硕大阿尔伯塔肉齿兽 Altacreodus magnus (Clemens & Russell, 1965)